# Золотарёв, Владислав Андреевич
Владислав Андреевич Золотарёв (13 сентября 1942, Де-Кастри, Хабаровский край — 13 мая 1975, Москва) — советский композитор и баянист, считается одним из крупнейших композиторов, писавших для баяна.
Существуют разногласия по поводу точного года его рождения: 1942-й или 1943-й год, сам композитор исходит в дневниках как из одного, так и из другого года. Отец Золотарёва был военным офицером; мать — «его помощницей» (по выражению самого Золотарева). Окончил класс Николая Лесного (баян) в Магаданском музыкальном училище в 1968 году, после чего работал преподавателем по баяну в бухте Провидения. Брал уроки по композиции у Родиона Щедрина (заочно, 1968—1969). В 1971 году поступил в Московскую консерваторию по классу с Тихона Хренникова, консультировался у Щедрина, Шостаковича, Волкова. В 1972 году ушёл из консерватории из-за нежелания тратить время на общеобразовательные дисциплины.
В последние годы страдал депрессиями, много сочинял, но стабильного заработка не имел. Покончил с собой в возрасте 32 лет после ссоры с женой (незадолго до этого продавшей баян и уничтожившей часть его сочинений).
Писал крупномасштабные и камерные композиции, струнные квартеты и вокальную музыку, но наиболее известен  произведениями для баяна. Самые исполняемые ранние сочинения — Детская сюита №1 (1966), Партита (1967) — совершили своеобразный переворот в баянной музыке, ранее ограниченной однообразными формами аккомпанемента, раскрыв богатые возможности готово-выборного инструмента. Среди исполнителей — Эдуард Митченко, Фридрих Липс (по заказу Липса написал Сонаты № 2 и № 3, оказавшие влияние на признание баяна крупными академическими композиторами).